# Woe, Is Me
Woe, Is Me foi uma banda estadunidense de metalcore formada em 2009 de Atlanta, Geórgia, o grupo é atualmente assinado com a Rise Records e sua subsidiária Velocity Records.

## História
Woe, Is Me foi formada em Setembro de 2009 em Atlanta, Geórgia por amigos que haviam saido de várias bandas. Austin Thornton, Kevin Hanson, Tim Sherrill, Cory e Ben Ferris recrutaram os vocalistas Michael Bohn e Tyler Carter.[carece de fontes?] A banda gravou e liberou alguns demos e um cover da música "Tik Tok", da artista Kesha, no Myspace da banda. Assim, antes do primeiro show, o grupo assinou com as gravadoras Velocity/Rise Records em 12 de abril de 2010 e no mesmo ano lançou seu álbum de estreia Number[s]. Atualmente estão em tour, após lançar seu segundo álbum pela Rise, Genesi[S], conflituando com o lançamento do álbum do Issues banda do ex-vocalista Tyler Carter.

## Integrantes
Atuais
- Kevin Hanson - guitarra base (2009-2013)
- Andrew Paiano - guitarra principal (2011–2013)
- Hance Alligood - vocal (2011–2013)
- Doriano Magliano -vocal  (2012-2013)
- Brian Medley - baixo  (2012-2013)

Ex-integrantes
- Tim Sherrill - guitarra principal (2009–2010)
- Geoffrey Higgins - guitarra principal (2011)
- Tyler Carter - vocal (2009–2011)
- Austin Thornton bateria (2009-2013)
- Michael Bohn - vocal (2009–2013)
- Ben Ferris - teclado, Sintetizador, vocal de apoio
- Cory Ferris - baixo (2009–2012)

## Discografia
| Ano  | Álbum | Posição nas Paradas | Posição nas Paradas | Posição nas Paradas |
| Ano  | Álbum | US                  | US Indie            | US Heat.            |
| ---- | --- | ------------------- | ------------------- | ------------------- |
| 2010 | Number[s] - Lançamento: 31 de Agosto de 2010 - Re-Lançamento: 17 de julho de 2012 - Gravadora: Velocity Records, Rise Records | —                   | —                   | 16                  |
| 2012 | Genesi[s] - Lançamento: 12 de Outubro de 2012 - Gravadora: Velocity Records, Rise Records                                     | —                   | 167                 | 2                   |
| 2013 | American Dream (EP) - Lançamento: 20 de Agosto 2013 - Gravadora: Velocity Records, Rise Records                               | —                   | —                   | —                   |

## Videografia
- [&] Delinquents (2010);
- #Vengeance (2011);
- A Story To Tell (2013)